# Torneo de San José 2012
El Torneo de San José 2012 es un evento de tenis ATP World Tour de la serie 250 que se jugará entre el 13 y el 19 de febrero en el complejo deportivo HP Pavilion de San José (California, Estados Unidos).

## Campeones

### Individuales masculinos
Milos Raonic derrotó a  Denis Istomin por 7-6(3), 6-2.

### Dobles masculinos
Mark Knowles / Xavier Malisse derrotan a  Kevin Anderson / Frank Moser por 6-4, 1-6, 10-5.